# أنطوني جيمس
أنطوني جيمس (بالإنجليزية: Anthony James)‏ هو ممثل أمريكي، ولد في 22 يوليو 1942 في الولايات المتحدة.

## أعمال

### أفلام
- (1967) في دفء الليل
- (1992) غير مغفور[5][6]

## وصلات خارجية
- أنطوني جيمس على موقع IMDb (الإنجليزية)
- أنطوني جيمس على موقع روتن توميتوز (الإنجليزية)
- أنطوني جيمس على موقع ألو سيني (الفرنسية)
- أنطوني جيمس على موقع قاعدة بيانات الفيلم (الإنجليزية)